# William à Court
William à Court, 1er baron Heytesbury, (11 juillet 1779 - 31 mai 1860), connu sous le nom de William à Court, baronnet, de 1817 à 1828, est un diplomate britannique et un homme politique conservateur.

## Biographie
Il est le fils aîné de William à Court (1er baronnet), et Laetitia, fille de Henry Wyndham. Il fait ses études au Collège d'Eton et entre au service diplomatique à un âge précoce.
En 1812, il est élu à la Chambre des communes pour Dorchester, siège qu'il occupe jusqu'en 1814. Il est également envoyé extraordinaire auprès des États barbaresques de 1813 à 1814, au royaume de Naples en 1814 et en Espagne de 1822 à 1824 et est ambassadeur au Portugal entre 1824 et 1828.

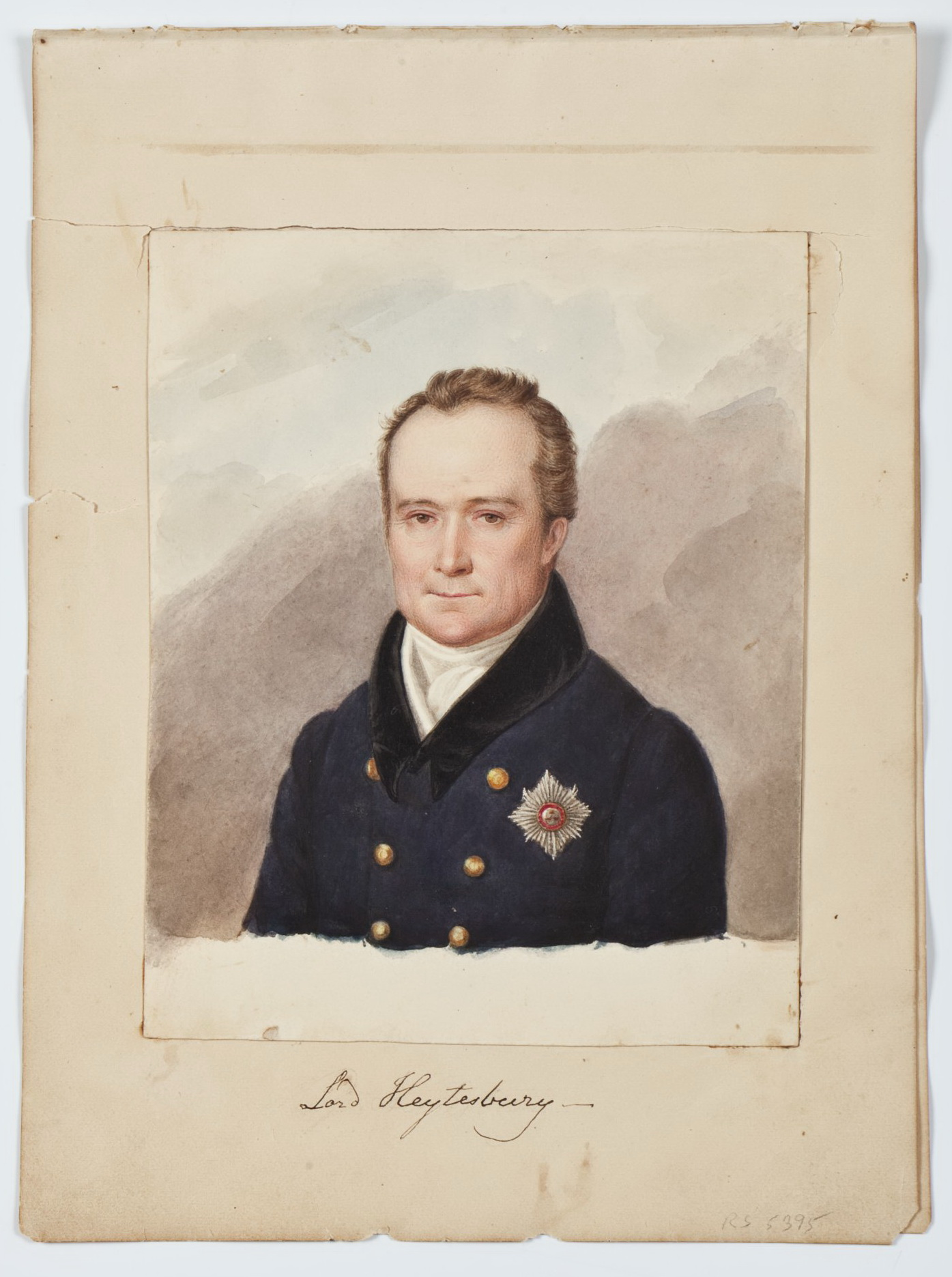
Au cours des années 1820 en Russie

La dernière année, Heytesbury est nommé ambassadeur en Russie, où il doit faire face à la guerre russo-turque de 1828-1829. Il est resté en Russie jusqu'en 1832. En 1835, Robert Peel le nomme au poste de gouverneur général des Indes, mais le gouvernement conservateur tombe rapidement et il ne prend jamais ses fonctions. Cependant, il sert plus tard sous Peel comme lord-lieutenant d'Irlande de 1844 à 1846. Il succède à son père comme deuxième baronnet en 1817, est admis au Conseil privé la même année et est fait chevalier de l'ordre du Bain en 1819. En 1828, il est élevé à la pairie en tant que baron Heytesbury, de Heytesbury dans le comté de Wiltshire.

## Famille
Lord Heytesbury épouse Maria Rebecca, fille de William Henry Bouverie, en 1808. Ils ont quatre fils et deux filles. Il est décédé en mai 1860, à l'âge de 80 ans, et son fils aîné William à Court-Holmes (2e baron Heytesbury) (en) lui succède.